# Orthoperus atomarius
Orthoperus atomarius är en skalbaggsart som beskrevs av Oswald Heer 1841. Orthoperus atomarius ingår i släktet Orthoperus, och familjen punktbaggar. Arten är reproducerande i Sverige.